# هيمير جوديونسون
هيمير جوديونسون هو لاعب كرة قدم آيسلندي في مركز حراسة المرمى، ولد في 13 يونيو 1937 في مملكة آيسلندا. شارك مع منتخب آيسلندا لكرة القدم.